# マライ
マライ(ヒンディー語：मलाई、Malai)はインドのクロテッドクリームである。非均質化全乳を約1時間かけて80℃まで温め、自然に冷やす。そして、表面に形成された厚く黄色い脂肪と凝固タンパク質の層をすくい取る。そしてほとんどの脂肪が除去できるまでこの過程を繰り返す。出来上がったマライには約55%の乳脂肪が含まれる。スイギュウの乳は脂肪の含量が高いので、上質なマライができるとされている。
マライは、ラスマライ、マライコフタ、マライクルフィ等に用いられる。